# آرون ساينز غارزا
آرون ساينز غارزا (بالإسبانية: Aarón Sáenz)‏ هو محامي وعسكري ودبلوماسي وسياسي مكسيكي، ولد في 1 يونيو 1891 في المكسيك، وتوفي في 26 فبراير 1983 في نفس البلد. حزبياً، نشط في الحزب الثوري المؤسساتي. وقد انتخب عضو مجلس النواب المكسيك.